# محمد كامل
محمد كامل هو ممثل مصري من مواليد 1944، وحاصل على درجة البكالوريوس من المعهد العالي للفنون المسرحية، شارك في الكثير من الأعمال الفنية الهامة منها مسلسل قضية معالي الوزيرة مع إلهام شاهين ومسلسل عباس الأبيض في اليوم الأسود مع يحيى الفخراني ومسلسل الليل وآخره ومسلسل رجل وامرأتان مع فاروق الفيشاوي ومسلسل عفاريت السيالة مع أحمد الفيشاوي وعبلة كامل وغيرها، كما شارك في عدد من الأفلام أبرزها فيلم جاءنا البيان التالي (فيلم) مع محمد هنيدي وفيلم سواق الأتوبيس وحب في الزنزانة وغيرها.

## وفاته
توفي يوم 26 يوليو 2016 م عن عمر ناهز 72 عاما، وذلك بعد صراع مع المرض حيث كان يتلقى العلاج في أيامهِ الأخيرة في مستشفى المعادي العسكري.

## روابط خارجية
- محمد كامل على موقع قاعدة بيانات الأفلام العربية